# Lemme de Scheffé
Ne doit pas être confondu avec Théorème de Lehmann-Scheffé.
En théorie des probabilités, le lemme de Scheffé est un critère de convergence en loi concernant les suites de variables aléatoires à densité.

## Énoncé et démonstration
Lemme de Scheffé — Soit {\displaystyle (f_{n})_{n\geq 0}\ } une suite de fonctions mesurables positives et intégrables définies sur le même espace mesuré {\displaystyle (E,{\mathcal {E}},\mu )\ }. Supposons que {\displaystyle (f_{n})_{n\geq 0}\ } converge {\displaystyle \mu }-presque partout vers une fonction {\displaystyle f\ } et que la suite {\displaystyle \left(\int _{E}f_{n}\,\mathrm {d} \mu \right)_{n\geq 0}\ } converge vers {\displaystyle \int _{E}f\,\mathrm {d} \mu \ }. Alors {\displaystyle (f_{n})_{n}\ } converge vers {\displaystyle f\ } dans {\displaystyle L^{1}}
Corollaire — Soit {\displaystyle (f_{n})_{n\geq 0}\ } une suite de densités de probabilité définies sur le même ensemble E et par rapport à la même mesure μ sur l'espace mesurable {\displaystyle (E,{\mathcal {E}})\ }. Supposons que {\displaystyle (f_{n})_{n\geq 0}\ } converge μ-presque partout vers une densité de probabilité {\displaystyle f}. Alors
- {\displaystyle (f_{n})_{n}\ } converge vers {\displaystyle f\ } dans {\displaystyle L^{1}}
- si les variables aléatoires Xn et X ont pour densités respectives {\displaystyle (f_{n})_{n}\ } et {\displaystyle f,\ } alors Xn converge en loi vers X

Remarques.
- De manière un peu surprenante, lorsque des fonctions sont positives et ont la même intégrale, on est donc affranchi des hypothèses habituelles de majoration uniforme de l'erreur apparaissant dans le théorème de convergence dominée.
- En général, on applique le lemme de Scheffé dans le cas où {\displaystyle \ E=\mathbb {R} ^{d}\ } et où la mesure μ est la mesure de Lebesgue : les variables aléatoires apparaissant dans le lemme sont alors des variables "à densité".
- Un autre cadre d'application du lemme de Scheffé concerne des densités par rapport à la mesure de comptage μ sur {\displaystyle E=\mathbb {Z} ^{d}\ } : les variables aléatoires apparaissant dans le lemme sont alors des variables "discrètes" et la densité {\displaystyle f_{n}\ } de Xn est définie, pour {\displaystyle k\in \mathbb {Z} ^{d},\ } par

Dans ce cadre, il découle du lemme de Scheffé que Xn converge en loi vers X si (et seulement si) :
- Sous les hypothèses du lemme de Scheffé, on obtient en fait une convergence plus forte que la convergence en loi :

La convergence des probabilités est donc uniforme sur {\displaystyle {\mathcal {E}}.\ } Pourtant, la convergence en loi, d'ordinaire, ne s'accompagne pas forcément d'une convergence simple (ni, a fortiori, d'une convergence uniforme) sur {\displaystyle {\mathcal {E}}\ } : par exemple, si Y est gaussien standard, si {\displaystyle X_{n}=Y/n,\quad A=\{0\},\ } alors
alors que, pour autant, Xn converge en loi vers 0.

## Applications

### Convergence de la loi de Student vers la loi normale
Un exemple d'application est la convergence de la loi de Student vers la loi normale. Pour k ≥ 1, la loi de Student à k degrés de liberté a pour densité
où Γ désigne la fonction Gamma d'Euler. Pour tout {\displaystyle t\in \mathbb {R} ,} on a :
et donc
On a aussi
d'où, en posant t = k/2
Donc
CQFD

### Convergence de la loi binomiale vers la loi de Poisson
Pour n ≥ 1 et 0 ≤ pn ≤ 1, la loi binomiale de paramètres n et pn a pour densité, par rapport à la mesure de comptage sur  {\displaystyle \mathbb {Z} ,\ } la fonction (fn) définie sur {\displaystyle \mathbb {Z} \ } par
La suite (fn) converge simplement vers la fonction f définie par :
dès que
Ainsi, en conséquence du lemme de Scheffé, dès que {\displaystyle \lim _{n}n\,p_{n}\ =\ \lambda >0,\ }, la loi binomiale de paramètres n et pn converge vers la loi de Poisson de paramètre λ.

## Variante discrète
Sous certaines conditions, on peut adapter le lemme de Scheffé pour démontrer la convergence de lois discrètes vers des lois à densité. Pour un vecteur {\displaystyle x\in \mathbb {R} ^{d}}, notons {\displaystyle \left\lfloor x\right\rfloor \ } le vecteur de coordonnées {\displaystyle \left\lfloor x_{i}\right\rfloor \ }, {\displaystyle 1\leq i\leq d}. Alors
Lemme de Scheffé discret — 
On se donne une suite de v.a. {\displaystyle (X_{n})_{n}\ } à valeurs dans {\displaystyle \mathbb {Z} ^{d}}, une suite {\displaystyle a_{n}}, tendant vers {\displaystyle +\infty }, de réels strictement positifs, et une densité de probabilité {\displaystyle f} sur {\displaystyle \mathbb {R} ^{d}}. Si p.p. en x on a
Xn/an converge faiblement vers {\displaystyle f(x)dx}.
Une fois cette dernière démonstration faite, le lemme de Scheffé discret dispense de trouver une majoration du terme d'erreur
uniforme pour {\displaystyle x\in A,} ce qui serait une manière plus lourde de montrer que
Habituellement, un contrôle uniforme de la rapidité de convergence des termes de la somme est nécessaire pour assurer la convergence du terme de gauche de l'égalité (le terme de gauche est une somme finie dont le nombre de termes tend vers l'infini) vers l'intégrale limite. Dans ce cas précis, grâce au lemme de Scheffé, la convergence des termes de la somme, renormalisés, suffit pour assurer la convergence du terme de gauche de l'égalité.

### Distance entre deux points au hasardd'unarbre de Cayleyaléatoire
La loi de la distance Dn entre deux points au hasard d'un arbre de Cayley aléatoire, est donnée, pour {\displaystyle 0\ \leq \ k\ \leq \ n-1,\ } par
En vertu de la bijection de Joyal, c'est aussi la loi du nombre de points cycliques d'une application de {\displaystyle [\![1,n]\!]} dans {\displaystyle [\![1,n]\!].\ } Cette loi discrète apparaît aussi dans des problèmes d'allocations (boules et urnes), dont le fameux problème des anniversaires. Lorsqu'on alloue séquentiellement des boules dans un ensemble de n urnes, avec équiprobabilité, ce qui revient à considérer un univers probabiliste {\displaystyle \Omega \ =\ [\![1,n]\!]^{\mathbb {N} },\ } le rang {\displaystyle T_{n}(\omega )\ } de la première boule à être allouée dans une urne non vide suit la même loi que 2 + Dn : pour {\displaystyle 2\ \leq \ k\ \leq \ n+1,\ }
On peut montrer, à l'aide du lemme de Scheffé, que
Proposition — {\displaystyle D_{n}/{\sqrt {n}}} converge en loi vers la loi de Rayleigh.
En conséquence :
- la distance "typique" entre deux points d'un arbre de taille n est de l'ordre de {\displaystyle {\sqrt {n}}\ };
- {\displaystyle T_{n}/{\sqrt {n}}} converge en loi vers la loi de Rayleigh. Dans le cadre du problème des anniversaires, où l'on choisit n = 365, {\displaystyle T_{n}(\omega )\ } s'interprète comme la taille du groupe pour laquelle il devient probable qu'au moins deux membres du groupe ait la même date d'anniversaire (il faut imaginer un groupe dont l'effectif augmente progressivement) : la probabilité que dans un groupe de {\displaystyle \alpha {\sqrt {n}}\ } personnes, toutes les dates d'anniversaire soit différentes, peut être estimée comme suit :

et vaut donc 1/2 pour un groupe d'approximativement {\displaystyle {\sqrt {365\times 2\ln(2)}}\ } (soit 22,5) personnes, ou bien 1/10 pour un groupe d'approximativement {\displaystyle {\sqrt {365\times 2\ln(10)}}\ } (soit 41) personnes. Le calcul exact du premier entier tel que cette probabilité soit plus petite que 1/2 (respectivement 1/10) donne les mêmes résultats : 23 (respectivement 41).

### Un contre-exemple: la marche aléatoire simple symétrique
On note Sn la position de la marche aléatoire simple symétrique au temps n.
Abraham De Moivre a montré que {\displaystyle S_{n}/{\sqrt {n}}} converge en loi vers {\displaystyle e^{-x^{2}/2}/{\sqrt {2\pi }}\ dx.\ } Ce faisant, Abraham De Moivre a mis à son compte 3 « premières » :
- première apparition de la loi normale,
- première version du théorème central limite,
- découverte et première utilisation de la formule de Stirling.

Malheureusement, on ne peut pas appliquer directement le lemme de Scheffé discret pour prouver le résultat de De Moivre. En effet :
et
Comme Sn est de même parité que n la suite {\displaystyle \mathbb {P} \left(S_{n}=\left\lfloor {\sqrt {n}}x\right\rfloor \right)\ } prend la valeur zero pour une infinité d'indices, ceux pour lesquels {\displaystyle \left\lfloor {\sqrt {n}}\ x\right\rfloor } et n n'ont pas la même parité : dès que {\displaystyle x\neq 0,} on peut vérifier à la main que {\displaystyle \left\lfloor {\sqrt {2n}}\ x\right\rfloor } est impair pour une infinité d'indices (et pair pour une infinité d'indices également), un constat analogue pouvant être fait pour {\displaystyle \ \left\lfloor {\sqrt {2n+1}}\ x\right\rfloor .} En revanche, lorsque {\displaystyle \left\lfloor {\sqrt {n}}\ x\right\rfloor } et n ont même parité, on a :
La formule de Stirling conduit alors à la limite annoncée, {\displaystyle 2\,e^{-x^{2}/2}/{\sqrt {2\pi }}.\ } On peut cependant adapter la démonstration du lemme de Scheffé discret à ce cas particulier : il suffit de poser
Alors Yn a pour densité
toujours via la formule de Stirling. Ainsi Yn converge en loi vers la loi normale, en vertu du lemme de Scheffé. Mais, comme plus haut,
Le théorème de de Moivre résulte alors de la convergence en loi de Yn et du théorème de Slutsky.

## À voir

### Pages liées
- Loi de probabilité
- Densité de probabilité
- Convergence de variables aléatoires